# Де Росси, Маттиа
Маттиа де Росси (итал. Mattia de Rossi, 14 января 1637, Рим — 2 августа 1695, Рим) — архитектор итальянского барокко, ученик Дж. Л. Бернини. Работал главным образом в Риме.
Маттиа де Росси родился и воспитывался в художественной семье: его отец Маркaнтонио Де Росси (Marc’Antonio, или Marcantonio, De Rossi, 1607—1667), родом из Бергамо, был архитектором. Известен тем, что построил ворота Порта Портезе в районе Трастевере и часть стен Яникульского холма (Le Mura gianicolensi) для защиты Ватикана по заказу папы Урбана VIII (1643). Маркантонио де Росси работал вместе с Франческо Борромини над реконструкцией старого аббатства Сан-Мартино-аль-Чимино, он дружил с Бернини, который проявил к его сыну симпатию, видя его способности к искусству.
Маттиа де Росси сопровождал Бернини во время его визита в Париж в 1665 году, но вернулся из Франции только около 1690 года. Вместе с Бернини Де Росси участвовал в многочисленных заказах курии и папских семей в Риме, которые следовали один за другим до самой его смерти. Он был помощником Бернини и руководителем работ по строительству сценических машин для папского двора, руководил обустройством и скульптурным оформлением Моста Святого Ангела и Виллы Роспильози в Лампореккьо. Де Росси руководил работами в Соборе Святого Петра по проектам Бернини: мраморный пол портика, киворий в Капелле Святого Причастия (Cappella del Santissimo Sacramento, 1673—1674), а также монастырь и церковь Сан-Бонавентура в Канале-Монтерано, хор капеллы Корнаро церкви Санта-Мария-делла-Виттория.
Бернини умер в 1680 году. Де Росси принял его профессиональное наследство, завершая различные работы, и сменил мастера на многих должностях, включая должность архитектора собора Святого Петра и президента (principe) Академии Святого Луки в 1681 году. Кончина великого мастера позволила ему работать самостоятельно в области церковного и светского строительства.
Де Росси завершал работы в монастыре иезуитов при церкви Сант-Андреа-аль-Квиринале, проектировал алтари церкви; возвёл гробницы Климента X в соборе Святого Петра и монсеньора Либерати в церкви Санта-Мария-Маджоре. Он проектировал новые церкви: Санта-Франческа Романа в Каполекасе (Capolecase), Санта-Мария-дель-Ассунта в Вальмонтоне; создавал декор капеллы Сан-Сильвестро-ин-Капите, капеллы Капидзукки (Capizucchi) в церкви Санта-Мария-ин-Кампителли, органный хор в Санта-Мария-делла-Виттория, реконструировал и завершал фасады церквей Сан-Франческо-а-Рипа и Санта-Галла в Риме, Санта-Рита в Монте-Кавалло, достраивал купол Сант-Андреа-делле-Фратте и многое другое.
Он также работал в области гражданского строительства, в том числе по заказам Иннокентия XII, семей Альтиери и Памфили.
Маттиа Де Росси умер сравнительно молодым, в 58 лет, от острой и внезапной болезни почек, оставив двадцать тысяч крон наследства (детям своего брата, поскольку у него не было своих собственных). Он был похоронен в церкви Сант-Андреа-делле-Фратте.
Лионе Пасколи, его современник, дал такой убедительный портрет:

Он был прекрасно осведомлён в своей профессии, очень хорошо рисовал, никогда не выходил за рамки установленных правил мастерства, и всегда оставался неизменным в своей обычной лёгкости и точности. Он был честным, скромным, покладистым, уважительным и искренним. Роста был скорее высокого, чем низкого, с белым и красивым лицом, с каштановыми волосами и бакенбардами, что вызывало почтение. Он любил серьёзность, однако из-за природной своей миловидности казался весёлым и жизнерадостным. Он поддерживал дружеские отношения с разными профессорами и благодаря своей щедрости, своим изящным манерам и добродетельному нраву сохранил их до самой своей смерти. Но ни с кем другим он не общался больше, чем с Джио Батистой Гаулли, который был его близким другом; ему одному он позволил написать свой портрет.

## Галерея
- Проект катафалка папы Александра VIII в соборе Святого Петра в Ватикане. 1691. Офорт, резец
- Церковь и Оспиций Санта-Галла-Антиква. Офорт Дж. Вази. 1759
- Коллегиальная церковь Санта-Мария-дель-Ассунта в Вальмонтоне
- Церковь Сан-Франческо-а-Рипа. Фасад. 1681—1701
- Надгробие папы Климента X. Собор Святого Петра, Ватикан. После 1676
- Вилла Роспильози. 1667— 1669. Лампореккьо, провинция Пистоя
- Кантория. Церковь Санта-Мария-делла-Виттория, Рим